# Ральф Волдо Емерсон
Ральф Во́лдо Е́мерсон (англ. Ralph Waldo Emerson, 25 травня 1803, Бостон — 27 квітня 1882, Конкорд) — американський есеїст, поет і філософ, один з найвидатніших мислителів і письменників США. Був лідером трансценденталістського руху на початку 19 ст. В своєму есе «Природа» («Nature», 1836) першим висловив і сформулював ідеї трансценденталізму, вплинув на розвиток екологістської філософії. Його визнавали своїм учителем Генрі Торо і Джон М'юр.
Член Американської академії мистецтв і наук (1864), іноземний член французької Академії моральних і політичних наук (1 877)

## Біографія
Народився він 25 травня в Бостоні (Массачусетс). Починав як типовий ліберальний священик Нової Англії, але після смерті першої дружини пережив ідейну кризу, в результаті якої, восени 1832 року, виступив проти обряду Таємної Вечері, запропонувавши парафіянам скасувати його виконання в 1832, з пробудженням «віри в душу», залишив свій прихід. Продовживши виступати з проповідями як запрошений пастор до 1838 року з різних парафіях Массачусетса. За свою проповідницьку діяльність високоповажний Емерсон написав близько 160 проповідей. Заробляв на життя читанням лекцій і до 1850 здобув міжнародне визнання. Одружившись у 1835, оселився в Конкорді (штат Массачусетс), хоча географія його лекторських виступів вже включала Канаду, Каліфорнію, Англію і Францію. Час від часу він переписував свої старі лекції, складаючи з них збірки: «Нариси» (1844), «Представники людства» (Representative Men, 1850), «Риси англійського життя» (English Traits, 1856), «Моральна філософія» (The Conduct of Life, 1860). У 1846 і 1867 вийшли книги його віршів. Деякі його поеми — «Брама» (Brahma), «Дні» (Days), «Снігова буря» (The Snow-Storm) і «Конкордський гімн» (Concord Hymn) — увійшли в класику американської літератури. Помер Емерсон в Конкорді 27 квітня 1882. Посмертно опубліковані його Щоденники (Journals, 1909–1914).
У своїй першій книзі «Про природу» (Nature, 1836), в історичній промові «Американський учений» (American Scholar, 1837), у «Зверненні до студентів богословського факультету» (Address, 1838), а також у і "Про довіру до себе "(Self-Reliance, 1841) він говорив із молодими дисидентами свого часу ніби їхнього імені. "Ми починаємо жити, — учив він, — лише тоді, коли починаємо довіряти своїй внутрішній силі, " я «свого» я «, як єдиного і достатнього засобу проти всіх жахів» не я ". Те, що називається людською природою, — лише зовнішня оболонка, короста звички, занурюються вроджені сили людини в протиприродний сон ".
Філософські погляди Емерсона склалися під впливом класичної німецької філософії з її ідеалізмом, а також історіософських побудов Томаса Карлайла. Погляди Емерсона — це бунт проти механістичної необхідності, властивої XVIII століттю, націлений на ствердження суверенності «я». З часом Емерсон засвоїв нову ідею природної еволюції, що прийшла до нього із джерел «до Дарвіна», і почав з дедалі більшим розумінням ставитися до східної філософії.
Його погляди на Бога були пантеістичними і пандеістичними. Бога і природу, на його думку, потрібно сприймати за допомогою натхнення і насолоди, а не через історичні тексти. Він захоплюється природою, возвеличує її як «плантацію Бога» і цінує самотність на її лоні. Природа і Душа — це два компоненти Всесвіту. Під природою Емерсон розуміє фіхтеансько-шеллінгіанське "не-я», яке включає в себе всю область можливого, в тому числі мистецтво, інших людей і навіть власне тіло. Однак навіть душа людини не протистоїть Природі. Вона є частиною Бога і нею користуються «струми Універсального Буття» (англ. The currents of the Universal Being).
Етика філософа будується на індивідуалізмі. Різка критика капіталізму за Емерсоном розглядає інститут власності в його нинішньому вигляді як несправедливий і згубно впливає на душі людей. При цьому суспільний ідеал Емерсона по суті є приватновласницької утопією, в якій кожен індивід зможе жити простим життям вільного фермера або ремісника в гармонії з природою.
Вплив Емерсона на розвиток американської думки і літератури важко переоцінити. Ліберали його покоління визнали його своїм духовним лідером. Він вплинув на В. Вітмена та Г. Торо, Н. Готорна і Г. Мелвілла. Згодом його вплив відчули на собі Емілі Дікінсон, Е. А. Робінсон і Р. Фрост; найбільш «американська» з усіх філософських течій, прагматизм, демонструє явну близькість його поглядам; ідеями Емерсона просякнутий «модерний» напрям протестантської думки. 
Емерсон завоював симпатії читачів в Німеччині, справивши глибокий вплив на Ф. Ніцше. У Франції та Бельгії Емерсон не був настільки популярний, хоча ним цікавилися М. Метерлінк, А. Бергсон та Ш. Бодлер.
У політиці дотримувався ліберально-демократичних поглядів, прославляв свободу і рівність, викривав пригнічення і мілітаризм. У зрілому віці почав публічно виступати проти рабства і приймав у себе Джона Брауна. 1860 року Емерсон голосував за Авраама Лінкольна і був незадоволений, що той зволікає зі скасуванням рабства, щоб зберегти єдність Союзу. Він писав, що «нинішня демократія не має нічого спільного зі справді демократичним початком. Наскрізь просякта комерційним духом, вона приречена на загибель».

## Хронологія життя і творчості
| Дата          | Подія |
| ------------- | --- |
| 25.05.1803    | Народився у родині унітаріанського пастора. |
| 1811          | Помер батько. Тривалий час вдова з дітьми знаходилася на утриманні церковної общини. Вихованням Ральфа займалася його тітка, Мері Моді Емерсон. Вона виховувала письменника, вчила його читанням, гострила його розум. Ранні щоденники Емерсона свідчать, що всі юнацькі роки він був зосереджений на самоаналізі. Вочевидь, давалася взнаки пуританська освіта, що розвивала увагу до внутрішнього життя, а також те, що Емерсон був надзвичайно сором΄язливим та невпевненим у собі юнаком. |
| 1821          | Вступив до Гарвардського університету, де не був блискучим студентом. Активно працював над собою, займався самоосвітою. По закінченні університету Емерсон прийняв сан унітаріанського священика і 10 років проповідував у Другій церкві Бостона. За цей час він написав більш ніж 160 проповідей, частина яких була опублікована у книзі «Говорить молодий Емерсон» |
| 1832 Butthole | Прагнучи розв'язати сумніви, що переслідували письменника, він вирушив у подорож в гори Нью-Гемпшира. Склав з себе сан священика і назавжди порвав з офіційною релігією. |
| 1833          | Перша подорож Емерсона до Європи. |
| 1836          | Трактат «Природа». |
| 1837          | Праця «Американський вчений», що має широкий резонанс. |
| 1838          | Маючи вроджені ораторські здібності, письменник пише «Промову перед випускним класом Школи Богослов΄я» та курс лекцій «Про літературну мораль» |
| Кінець 1830-х | Навколо Емерсона зібралися молоді літератори та мислителі Нової Англії. Гурток отримав назву «Клуб трансценденталістів». |
| 1839          | Емерсон допомагає видавати вірші молодим авторам, яких вважав надією національної літератури. |
| 1847          | Видано збірку філософської лірики «Вірші». Друга подорож до Європи, де він читає лекції про Платона, Монтеня, Шекспіра, Гете і Наполеона. |
| 1850          | На основі лекцій, прочитаних Емерсоном у Європі, було написано книгу «Представники людства». |
| 1856          | Враження від другої подорожі по Європі викладено у книзі «Англійські риси». |
| 1860          | Узагальнення лекційного курсу в книзі «Шлях життя». |
| 1867          | збірка філософської лірики «Травневий день та інші вірші». Емерсон не вважав себе талановитим поетом, у чому з ним погоджувалася більшість сучасних поетів. |
| 1870          | Останнє прижиттєве видання Емерсона «Суспільство і самотність». |
| 1876          | Задуману Емерсоном книгу «Література і суспільні задачі», яку він не зміг видати, зібрали за матеріалами його рукописів і видали Дж. Е. Кеббот і син Е. Емерсон. |
| 27.04.1882    | Помер. |

## Емерсон і охорона природи
Р. Емерсон одним з перших у західній культурі став цінувати  дику природу за її неекономічні, безкорисність, ідеальні цінності. На його думку, моральний вплив природи на будь-яку людину вимірюється правдою, яку вона йому відкрила. На відміну від своїх сучасників, які вважали, що дику природу потрібно постійно покращувати і прикрашати, філософ учив, що вільну природу ніколи не застигнеш неохайною або напівроздягненою, вона завжди прекрасна.
За Емерсоном, будь-яка рослина або тварина має масу своїх достоїнств, і не може вважатися «шкідливою» або «марною». Що таке бур'ян? Рослина, гідності якого поки ще не відкриті. Взагалі всі рослини, дерева — суть «незакінчені люди».
У своєму есе «Природа» філософ писав:
|  | В лісах ховається неминуща молодість. На плантаціях Господа панують благопристойність і святість, свято триває тут рік, і гість, що опинився на ньому, не повірить, якщо йому скажуть, що це свято вгамує його - хоча б через тисячу років. В лісах ми повертаємося до розумності і вірі (...). Я - закоханий краси, ні в чому безумовно не зосередженої і безсмертної. Серед дикої природи я знаходжу щось більш для себе дороге і рідкісне, ніж на міських і сільських вулицях. |

Ці значущі слова змусили багатьох інакше поглянути на дику природу, що вважалася до того місцем непотрібним, поганим і непридатним.
Емерсон вчив цінувати і безлюдність, пустельність дикої природи: «Любов до природи виникає з найкращого, що в нас закладено. Ми любимо її як град Божий, незважаючи на те (а швидше як раз тому), що в цьому граді немає жителів». І далі: «Ми не можемо сваритися з природою, чинити з нею так, як чинимо з собі подібними. Якщо порівняти наші та її цілі, ми відразу ж відчуваємо себе іграшкою нездоланної долі».